# VAM-1
VAM-1 là một loại máy bay nhẹ được chế tạo bởi Hội Cơ học Việt Nam trong những năm 2000.

## Phát triển
Ngày 18 tháng 4 năm 2003, thủ tướng Phan Văn Khải kí công văn số 55/TB-VPCP–18/4/2003, cho phép Hội Cơ học Việt Nam nghiên cứu một loại máy bay cánh quạt nhỏ, nhẹ, hai chỗ ngồi. Ngày 28 tháng 3 năm 2004, máy bay VAM-1 lăn thử trước 200 người tại Sân bay Phước Bình. Máy bay được thử nghiệm với động cơ Rotax, tốc độ quay 6.400 vòng trên phút, lăn ở 70 km/h (43 mph) và thu được kết quả tốt. Nhưng sau đó, dự án vẫn phải chờ một năm để được giấy phép bay. Ngày 8 tháng 12 năm 2005, phi công Phạm Duy Long đã bay thử nghiệm lần đầu với chiếc VAM-1.
Năm 2006, Nguyễn Văn Đạo, một trong những người quản lí dự án, chết sau khi bị tai nạn giao thông. Từ đó, dự án VAM-1 gặp nhiều khó khăn và bị hủy bỏ.

## Thông số kĩ thuật
Dữ liệu lấy từ Jackson, Paul; Munson, Kenneth; Peacock, Lindsay, biên tập (2008). Jane's All the World's Aircraft 2008–2009 (ấn bản thứ 99). Surrey: Jane's Information Group. tr. 925. ISBN 978-0-7106-28374.
Đặc điểm tổng quát
- Chiều dài: 6,30 m (20 ft 8 in)
- Sải cánh: 9,75 m (32 ft 0 in)
- Chiều cao: 2,03 m (6 ft 8 in)
- Trọng lượng rỗng: 150 kg (330 lb) mỗi chiếc

Hiệu suất bay
- Vận tốc cực đại: 132 km/h (82 mph)
- Trần bay: 2.500 m (8.200 ft)